# Bernina

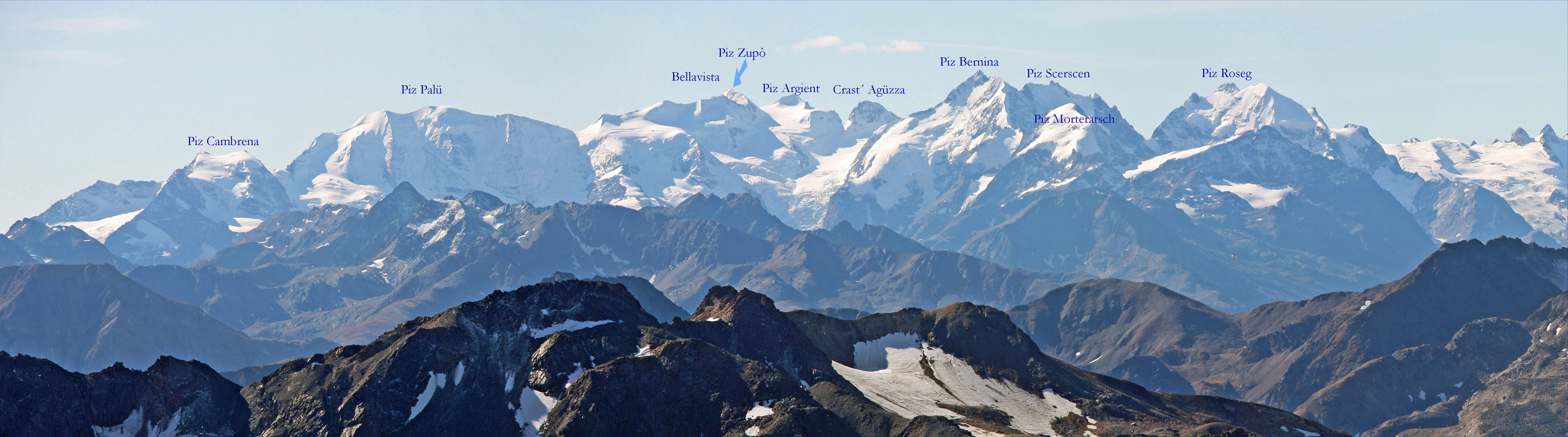
Panorama lanțului muntos Bernina dinspre Flüela-Schwarzhorn

Bernina reprezintă un lanț muntos din Alpi, situat la granița dintre estul Elveției și nordul Italiei, considerat ca făcând parte din Alpii Orientali Centrali.
Este unul din cele mai înalte masive din Alpi și este acoperit de numeroși ghețari. Vârful Bernina (Piz Bernina), cel mai înalt vârf al său depășește 4000 m.
Bernina se învecinează la nord-vest cu Munții Albula, de care-l separă trecătoarea Maloja și valea cursului superior al râului Engadin; la est se află Munții Livigno, de care-l separă trecătoarea Bernina, iar la sud - Alpii Bergamezi, dincolo de Valea râului Adda (Valtellina).
Munții Bernina sunt străbătuți de râurile Adda, Inn și Mera.

## Vârfuri
Principalele vârfuri ale lanțului muntos Bernina sunt:
| Pisc            | Altitudine | Pisc            | Altitudine | Pisc             | Altitudine |
| --------------- | ---------- | --------------- | ---------- | ---------------- | ---------- |
| Piz Bernina     | 4055       | Piz Zupo        | 4002       | Piz Scerscen     | 3998       |
| Piz Roseg       | 3942       | Piz Palü        | 3912       | Crast' Agüzza    | 3872       |
| Piz Morteratsch | 3754       | Monte Disgrazia | 3678       | Piz Varuna       | 3462       |
| Cima Castello   | 3400       | Pizzo Cengalo   | 3374       | Cima di Rosso    | 3371       |
| Pizzo Scalino   | 3323       | Piz Badile      | 3311       | Piz de la Margna | 3156       |
| Monte Spluga    | 2841       |                 |            |                  |            |

## Trecători
Principalele trecători din Munții Bernina sunt:
| Denumire              | Traseu                                                        | Acces                       | Înălțime (m) | Înălțime (m) |
| --------------------- | ------------------------------------------------------------- | --------------------------- | ------------ | ------------ |
| Fuorcla Bellavista    | de la Pontresina la Chiesa in Valmalenco                      | acoperită de zăpadă         | 3684         |              |
| Fuorcla Crast' Agüzza | de la Pontresina la Chiesa in Valmalenco                      | acoperită de zăpadă         | 3598         |              |
| Fuorcla Tschierva     | de la Pontresina la Chiesa in Valmalenco                      | acoperită de zăpadă         | 3527         |              |
| Fuorcla Sella         | de la Pontresina la Chiesa in Valmalenco                      | acoperită de zăpadă         | 3304         |              |
| Passo di Bondo        | de la Bondo la Bagni di Masino                                | acoperită de zăpadă         | 3117         |              |
| Passo di Castello     | de la Maloja la Morbegno                                      | acoperită de zăpadă         | 3100         |              |
| Passo Tremoggia       | de la Sils la Chiesa in Valmalenco                            | acoperită de zăpadă         | 3021         |              |
| Passo di Mello        | de la Chiareggio la Val Masino                                | acoperită de zăpadă         | 2991         |              |
| Diavolezza            | de la șoseaua din trecătoarea Bernina la ghețarul Morteratsch | acoperită de zăpadă         | 2977         |              |
| Passo di Zocca        | de la Vicosoprano la Val Masino                               | acoperită de zăpadă         | 2743         |              |
| Muretto               | de la Maloja la Chiesa                                        | parțial acoperită de zăpadă | 2557         |              |
| Trecătoarea Bernina   | de la Pontresina la Tirano                                    | șosea                       | 2330         |              |
| Maloja Pass           | St Moritz la Chiavenna                                        | șosea                       | 1809         |              |

## Cabane
În Munții Bernina există câteva cabane, cu personal permanent sau fără:
| Denumire              | Înălțime (m) |
| --------------------- | ------------ |
| Chamanna da Coaz      | 2610         |
| Chamanna da Boval     | 2495         |
| Chamanna da Tschierva | 2583         |
| Rifugio Marco e Rosa  | 3597         |